# Metabolom
A metabolom egy biológiai mintában vagy egy élőlényben megtalálható kismolekulás metabolitok (anyagcseretermékek) összessége. Ide tartoznak a köztes anyagcseretermékek, hormonok és más jelzőmolekulák, másodlagos anyagcseretermékek, aminosavak, egyszerű cukrok stb. A kifejezést a transzkriptomika/transzkriptom, illetve proteomika/proteom mintájára képezték. A metabolom dinamikus, pillanatról pillanatra változik. Bár a metabolom jól meghatározható, jelenleg nem létezik egyetlen, átfogó analitikai módszer az összes metabolit meghatározására (lásd: metabolomika). 2007 januárjában az Albertai Egyetem és a Calgary Egyetem kutatói a Humán Metabolom Projekt keretében elkészültek az emberi metabolom vázlatos képével. Katalogizáltak és karakterizáltak az emberi szervezetben talált mintegy 2500 anyagcsereterméket, 1200 gyógyszerterméket és 3500 élelmiszer-összetevőt.